# Nomada fallax
Nomada fallax är en biart som beskrevs av Pérez 1913. Nomada fallax ingår i släktet gökbin, och familjen långtungebin. Inga underarter finns listade i Catalogue of Life.